# 陈乐宗
陈乐宗（1951年—），祖籍广东省顺德市，曾是哈佛大学医学院病理学研究员，晨興集團創辦人、董事長，從事私募基金和創業基金餘20年並擔任中、英、美多家生物技術公司董事。

## 生平
早年，陳樂宗早年畢業聖保羅男女中學中文部。後陳樂宗赴美求學並且取得加州大學洛杉磯分校獲得工程學士及碩士學位，其後獲得哈佛大學醫學物理碩士及放射生物學理學博士學位，在哈佛医学院及丹娜—法伯癌症研究所從事病理方向的博士後研究。他於1970年代正式取得美國籍。
1987年，他創辦晨興集團，一家私營投資集團，晨興集團主要從事私募股權投資和風險投資，其投資的地域涵蓋北美、歐洲和亞太地區。
他同時也是恆隆集團的非執行董事，以及擔任 Stealth Peptides、Advanced Cell Diagnostics、Matrivax、Vaccine Technologies Inc 及 Oxyrane 等生物醫藥及醫學檢測公司的董事。 此外，他同時也是 Apellis 製藥公司(Nasdaq:$APLS) 的董事長及創始投資人。
2006年，陳樂宗兄弟捐款1億港元在香港中文大學成立“晨興書院”。
2014年9月，陳氏兄弟以其先父陳曾熙的名義向哈佛大學捐款3.5億美元，哈佛公衛學院改名為哈佛陳曾熙公共衛生學院，之後也捐款給南加州大學。
截至2015年，他已經在位於劍橋 (麻薩諸塞州)的哈佛廣場投資超過一億美金。
2018年9月，他在英國漢普郡投資成立一家豪華鄉村酒店赫克菲爾德別墅(Heckfield Place)，是一個經過翻修的 18 世紀莊園和農場。
他先後獲香港中文大學、格拉斯哥大學、香港科技大學、斯克里普斯研究所以及麻州大學波士頓分校頒授榮譽博士學位，並獲推選為牛津大學沃弗森學院榮譽院士，2017年當選美國人文及科學院院士。
2019年，應邀為英國格拉斯哥大學「安德魯·卡內基講座系列」作主題演講，並擔任剑桥大学三一学院訪問學人。

## 家庭
陈乐宗的父亲陈曾熙在1960年创建恒隆集团，主营地产开发，他还有个哥哥陈启宗。